# Why Must We Wait Until Tonight
«Why Must We Wait Until Tonight» es un sencillo lanzado por Tina Turner para su álbum de 1993 What's Love Got To Do With It. La canción fue escrita y producida por Bryan Adams y llegó al número 16 en Reino Unido.

## Versiones y remixes
- Versión de álbum - 5:51
- Single Edit - 4:30
- Edición Tony Dofat 7" - 4:12
- Tony Dofat Piano/Drums/Sólo Voz a.k.a. Full Remix - 5:16
- Tony Dofat Instrumental - 5:20

## Listas
| Lista (1993)           | Posición máxima |
| ---------------------- | --------------- |
| US R&B Chart           | 12              |
| UK Singles Chart       | 16              |
| Polish Singles Chart   | 19              |
| Canadian Singles Chart | 22              |
| UK Airplay Chart       | 23              |
| Irish Singles Chart    | 25              |
| US Hot 100 Chart       | 97              |
| German Singles Chart   | 55              |